# Can-Am

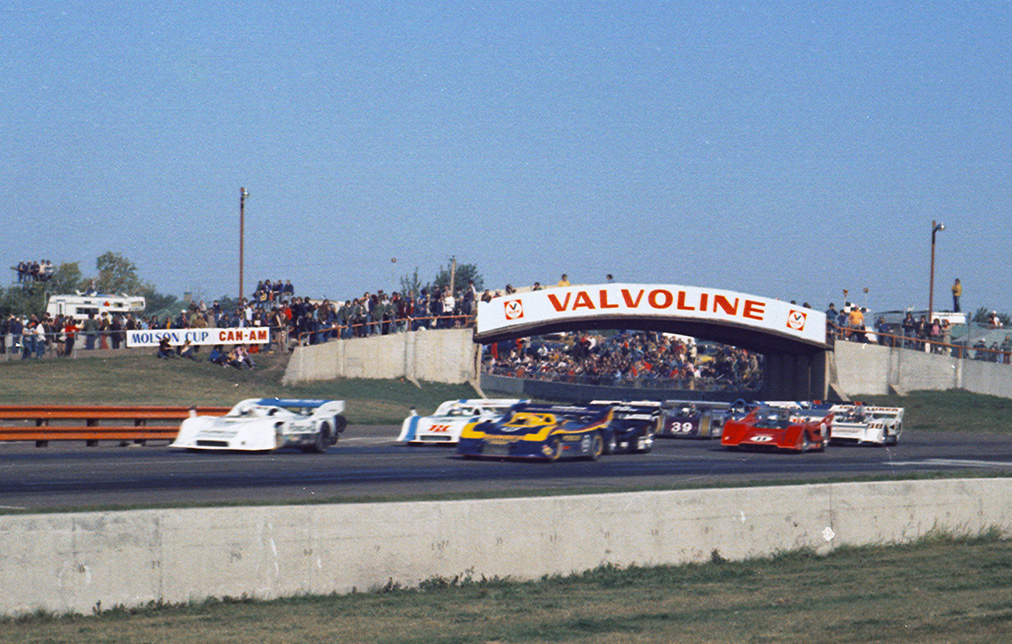
Corrida da Can-Am em Edmonton International Speedway no ano de 1973

O Canadian-American Challenge Cup (abreviado CanAm ou Can-Am) foi uma categoria de automobilismo praticada no Canadá e EUA entre 1966 e 1974 e, em seguida, de 1977 a 1986. a competição foi supervisionada pelo Canadian Automobile Sport Clubs e o Sports Car Club of America.
Na primeira época da Can-Am foram usados protótipos que se cumpriam a homologação Grupo 7 da Federação Internacional de Automobilismo. Estes regulamentos permitem que todos os motores de qualquer cilindrada e sobrealimentados, spoilers, efeito solo e materiais exóticos, como titânio. Após a crise energética da década de 1970, os custos da manutenção dos automóveis tornaram-se caro, o que levou à Can-Am ao seu desaparecimento após a temporada de 1974.
Lola Cars, McLaren e depois Porsche e  Shadow dominaram a categoria em suas diferentes anos. BRM,  Ferrari,  Ford e  March também participaram da Can-Am.
Em 1977, o Can-Am ressurgiu como uma continuação do Fórmula 5 000, um campeonato de monopostos que tinham desaparecido em 1976. Nesta segunda época, os carros foram baseadas na Formula 5 000, mas tinham carrocerias de carros esportivos. O Can-Am finalmente desapareceu após a temporada de 1986, quando equipes e pilotos foram para IMSA GT Championship.
A Can-Am continua a ser bem lembrada pelas corridas devido à sua popularidade ao mesmo tempo, os carros da época e de seus pilotos talentosos e já conhecidos.
Vários pilotos conhecidos dos monopostos e das corridas de resistência competiram na Can-Am original no período praticamente no final dos anos 1960 e início dos anos 1970. Jim Hall, Mark Donohue, Mario Andretti, Parnelli Jones, George Follmer, Dan Gurney, Phil Hill, Denny Hulme, Bruce McLaren, Jackie Oliver, Peter Revson, e John Surtees, ganhando corridas e títulos do campeonato. Al Holbert, Jacky Ickx, Alan Jones, Keke Rosberg, Patrick Tambay, Al Unser Jr. e Paul Tracy estão entre os pilotos que lançaram suas carreiras na categoria Can-Am reavivada, alguns ganhando corridas.

## Campeões

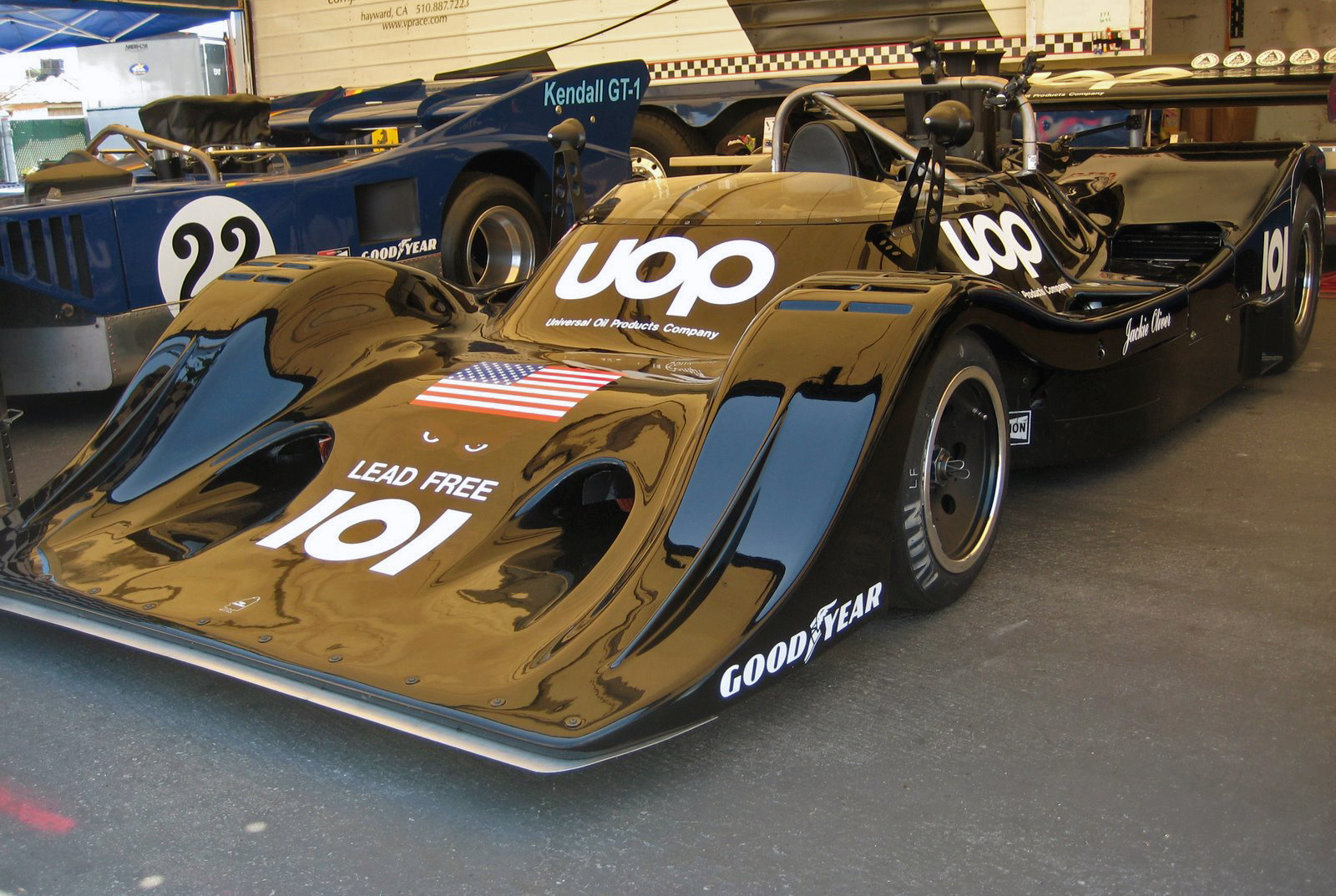
Shadow DN4A de 1974

| Ano       | Piloto                 | Equipe            | Automóvel                             |
| --------- | ---------------------- | ----------------- | ------------------------------------- |
| 1966      | John Surtees           | Surtees           | Lola T70-Chevrolet                    |
| 1967      | Bruce McLaren          | Bruce McLaren     | McLaren M6A-Chevrolet                 |
| 1968      | Denny Hulme            | Bruce McLaren     | McLaren M8A-Chevrolet                 |
| 1969      | Bruce McLaren          | Bruce McLaren     | McLaren M8B-Chevrolet                 |
| 1970      | Denny Hulme            | Bruce McLaren     | McLaren M8D-Chevrolet                 |
| 1971      | Peter Revson           | Bruce McLaren     | McLaren M8F-Chevrolet                 |
| 1972      | George Follmer         | Penske            | Porsche 917/10                        |
| 1973      | Mark Donohue           | Penske            | Porsche 917/30KL                      |
| 1974      | Jackie Oliver          | Shadow            | Shadow DN4A-Chevrolet                 |
| 1975-1976 | Não foi disputada      | Não foi disputada | Não foi disputada                     |
| 1977      | Patrick Tambay         | Haas-Hall         | Lola T333CS-Chevrolet                 |
| 1978      | Alan Jones             | Haas-Hall         | Lola T333CS-Chevrolet                 |
| 1979      | Jacky Ickx             | Carl Haas         | Lola T333CS-Chevrolet                 |
| 1980      | Patrick Tambay         | Carl Haas         | Lola T530-Chevrolet                   |
| 1981      | Geoff Brabham          | VDS               | Lola T530-Chevrolet VDS 001-Chevrolet |
| 1982      | Al Unser Jr            | Galles            | Frissbee GR3-Chevrolet                |
| 1983      | Jacques Villeneuve Sr. | Canadian Tire     | Frissbee GR3-Chevrolet                |
| 1984      | Michael Roe            | Don Walker        | VDS 002-Chevrolet VDS 004-Chevrolet   |
| 1985      | Rick Miaskiewicz       | Mosquito          | Frissbee GR3-Chevrolet                |
| 1986      | Horst Kroll            | Kroll             | Frissbee KR3-Chevrolet                |

## Pilotos

### 1966-1973, 1977-1983
| Piloto                  | Títulos | Vitórias |
| ----------------------- | ------- | -------- |
| Denny Hulme             | 2       | 22       |
| Patrick Tambay          | 2       | 12       |
| Al Holbert              | 0       | 10       |
| Mark Donohue            | 1       | 9        |
| Bruce McLaren           | 2       | 9        |
| George Follmer          | 1       | 7        |
| Alan Jones              | 1       | 6        |
| Jacky Ickx              | 1       | 5        |
| Peter Revson            | 1       | 5        |
| Teo Fabi                | 0       | 4        |
| John Surtees            | 1       | 4        |
| Al Unser Jr.            | 1       | 4        |
| Geoff Brabham           | 1       | 3        |
| Elliott Forbes-Robinson | 0       | 3        |
| Jacques Villeneuve Sr.  | 1       | 3        |

### Campeões da Under 2 Litre class
| Ano  | Piloto       | Equipe                           | Carro             |
| ---- | ------------ | -------------------------------- | ----------------- |
| 1979 | Tim Evans    | Diversified Engineering Services | Lola T290-Ford    |
| 1980 | Gary Gove    | Pete Lovely VW                   | Ralt RT2-Hart     |
| 1981 | Jim Trueman  | TrueSports                       | Ralt RT2-Hart     |
| 1982 | Bertil Roos  | Elite Racing                     | Marquey CA82-Hart |
| 1983 | Bertil Roos  | Roos Racing School               | Scandia B3-Hart   |
| 1984 | Kim Campbell | Tom Mitchell Racing              | March 832-BMW     |
| 1985 | Lou Sell     | Sell Racing                      | March 832-BMW     |